# Musalaha
Musalaha (hebräisch מוסאלחה; arabisch مصالحة, DMG Muṣālaḥa) ist eine gemeinnützige Organisation in Jerusalem, die Versöhnung zwischen Israelis und Palästinensern mit Prinzipien wie Friede, Gerechtigkeit und Liebe fördert.

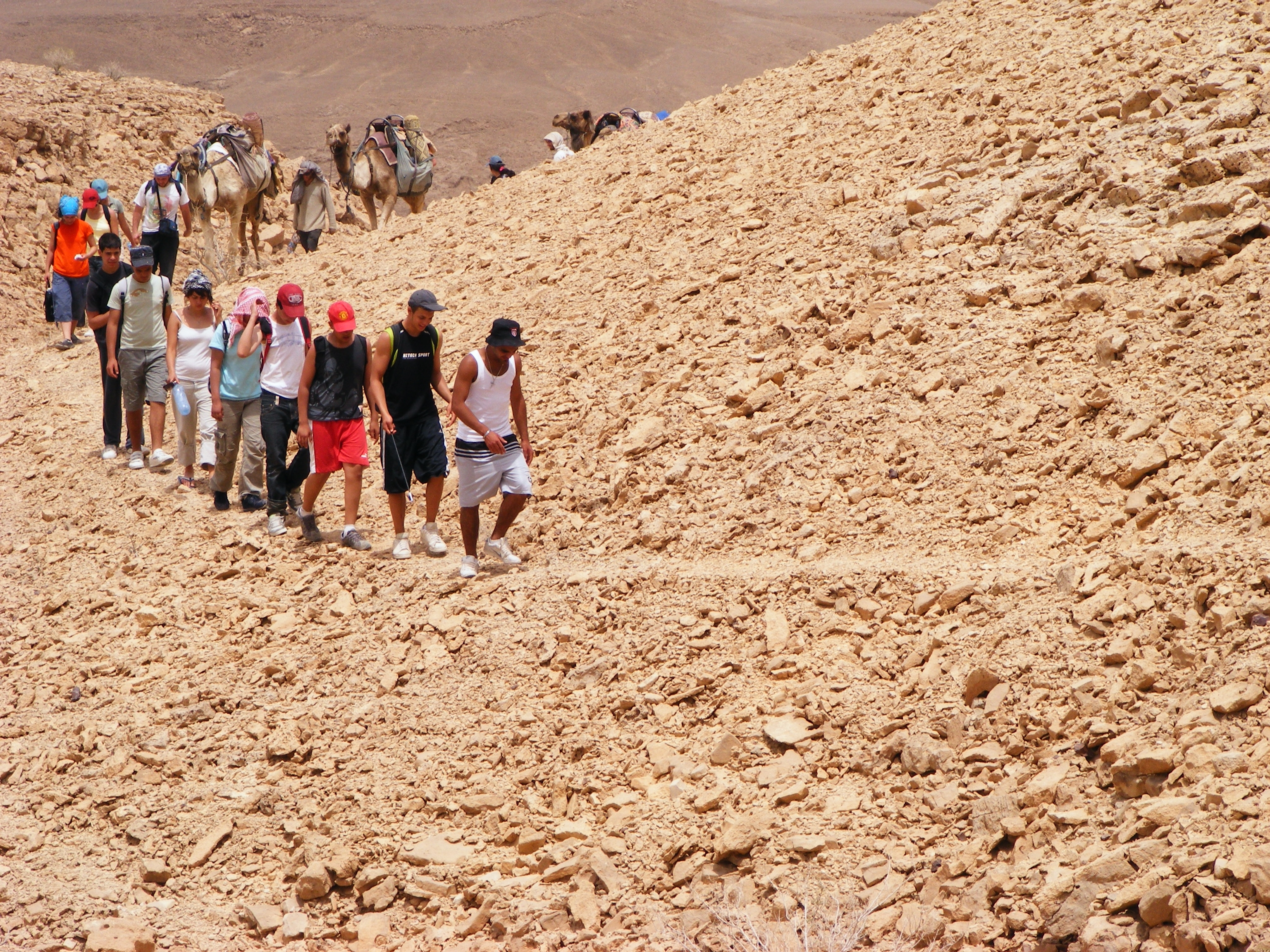
Zusammenarbeit

## Überblick
Der Name Musalaha hat seinen Ursprung in dem arabischen Wort für Versöhnung. Das Leitbild ihrer offiziellen Homepage sagt: „Musalaha ist eine gemeinnützige Organisation, die versucht, Versöhnung zwischen Israelis und Palästinensern voranzutreiben. Wir versuchen, Versöhnung zu fördern und zu erleichtern – zuerst unter palästinensischen Christen und messianischen Juden, dann auch über diese hinaus.“ Laut Homepage versucht Musalaha außerdem, Brückenbau zwischen verschiedenen Parteien der israelischen und palästinensischen Gemeinden nach Versöhnungsprinzipien zu unterstützen.
Musalaha arbeitet weltweit mit vielen verschiedenen Organisationen zusammen – sowohl mit Reconciliation Ministries in den Vereinigten Staaten und Amzi in Deutschland und der Schweiz als auch mit lokalen palästinensischen und israelischen Organisationen. Musalahas Vorstandsmitglieder sind messianisch-jüdische und palästinensisch-christliche Leiter in Israel und den palästinensischen Autonomiegebieten.

## Geschichte von Musalaha
Der israelische Palästinenser Salim J. Munayer aus Lod und Kenner beider Seiten erkannte das Problem der fehlenden Einheit zwischen Israelis und Palästinensern während der Ersten Intifada und gründete den Dienst Musalaha 1990 „als ein Werkzeug, um Menschen in den Versöhnungprozess hineinzubegleiten.“
Die Vision war ein neutraler Platz für messianisch-jüdische Israelis und palästinensische Christen, um einander zu treffen und im Thema Versöhnung unterrichtet zu werden. Musalaha begann, Gruppen von Palästinensern und Israelis auf Ausflüge in die Wüste mitzunehmen. Munayer kommunizierte diese Vision mit: „Ich würde gerne versuchen, Gruppen beider Seiten für drei Tage in die Wüste mitzunehmen. Ich glaube, dass wir Barrieren niederreißen und Beziehungen entwickeln können, wenn wir sie aus ihrer gewohnten Umgebung hinein in eine Situation, in der sie zusammen arbeiten müssen, bringen.“

 Von einer kleinen Basisbewegung entwickelte sich Musalaha zu einer wachsenden national und international anerkannten Organisation mit einer Vielzahl an Versöhnung schaffenden Aktivitäten. Musalaha ignoriert zwar die entzweienden politischen und theologischen Themen wie „Theology of the Land“, Gerechtigkeit, israelische Siedlungen und palästinensische Terroranschläge nicht, versucht aber, beide Seiten vor schwierigen Gesprächen zuerst zusammenzubringen und Freundschaften entwickeln zu lassen. Dazu Salim J. Munayers: „Als wir Musalaha gründeten, wussten wir, dass wir uns mit diesen Themen beschäftigen müssen, aber verstanden auch, dass Musalaha einen sicheren Rahmen finden musste, worin Menschen Beziehungen entwickeln und sich dann ausdrücken, austauschen, voneinander lernen und die kritischen Themen diskutieren konnten. Viele wollten sich um diese Probleme sofort kümmern, ohne die Wichtigkeit des Prozesses zu verstehen: Es geht darum, dass diese Themen zur rechten Zeit und auf die richtige Art und Weise im Rahmen der neuen Freundschaften angepackt werden.“
Unter den frühen Unterstützern Musalahas war der Open Doors Leiter, Bruder Andrew. Er schrieb über Musalaha: „Von allen Diensten in Israel war ich am meisten zu diesem hingezogen. Es schien der ehrgeizigste, aber auch der risikoreichste zu sein. Die Idee dazu kam nicht von Missionaren aus dem Ausland, sondern hatte ihren Ursprung in der lokalen christlichen Gemeinschaft. Die Organisation sprach nicht nur über das Problem zwischen Palästinensern und Juden. Sie brachte zwei Seiten zusammen und stellte Mittel bereit, um sie zu versöhnen.“

## Projekte
Musalaha entwickelte über die Jahre viele verschiedene Projekte, die darauf ausgerichtet sind, Israelis und Palästinenser zusammenzubringen – von Wüstentouren zu Konferenzen und Workshops.  Obwohl Musalaha als Organisation keine politische Haltung oder Agenda hat, schränkt Salim Munayer ein: „Zu sagen, Musalaha hätte keine politische Agenda, wäre naiv, weil wir hier in Jerusalem alle politisch involviert sind – genauso, wie wir atmen oder essen. Alles, was wir sagen und tun, zieht politische Folgen nach sich … Unser politisches Ziel ist, Nationen im Nahen Osten und speziell die israelischen Juden und palästinensischen Araber von der Guten Nachricht versöhnt zu sehen. […]“ Um Versöhnung zu bewirken, wurden Musalahas Aktivitäten von Wüstencamps auf andere Projekte ausgeweitet. Sie möchten Israelis und Palästinenser von der Nachricht der Versöhnung erzählen und sie mit dem Handwerk ausstatten, um diese Vision Realität werden zu lassen.

### Kinder
Musalaha veranstaltet ein jährliches Sommercamp, um israelische und palästinensische Kinder (zwischen neun und 12 Jahren) in einer freundlichen, neutralen Umgebung zusammenzubringen. Viele dieser kleinen Kinder werden zum ersten Mal mit jemandem der anderen Seite konfrontiert, was eine prägende Erfahrung sein kann und positiven Einfluss auf ihre Wahrnehmung hat.

### Jugend

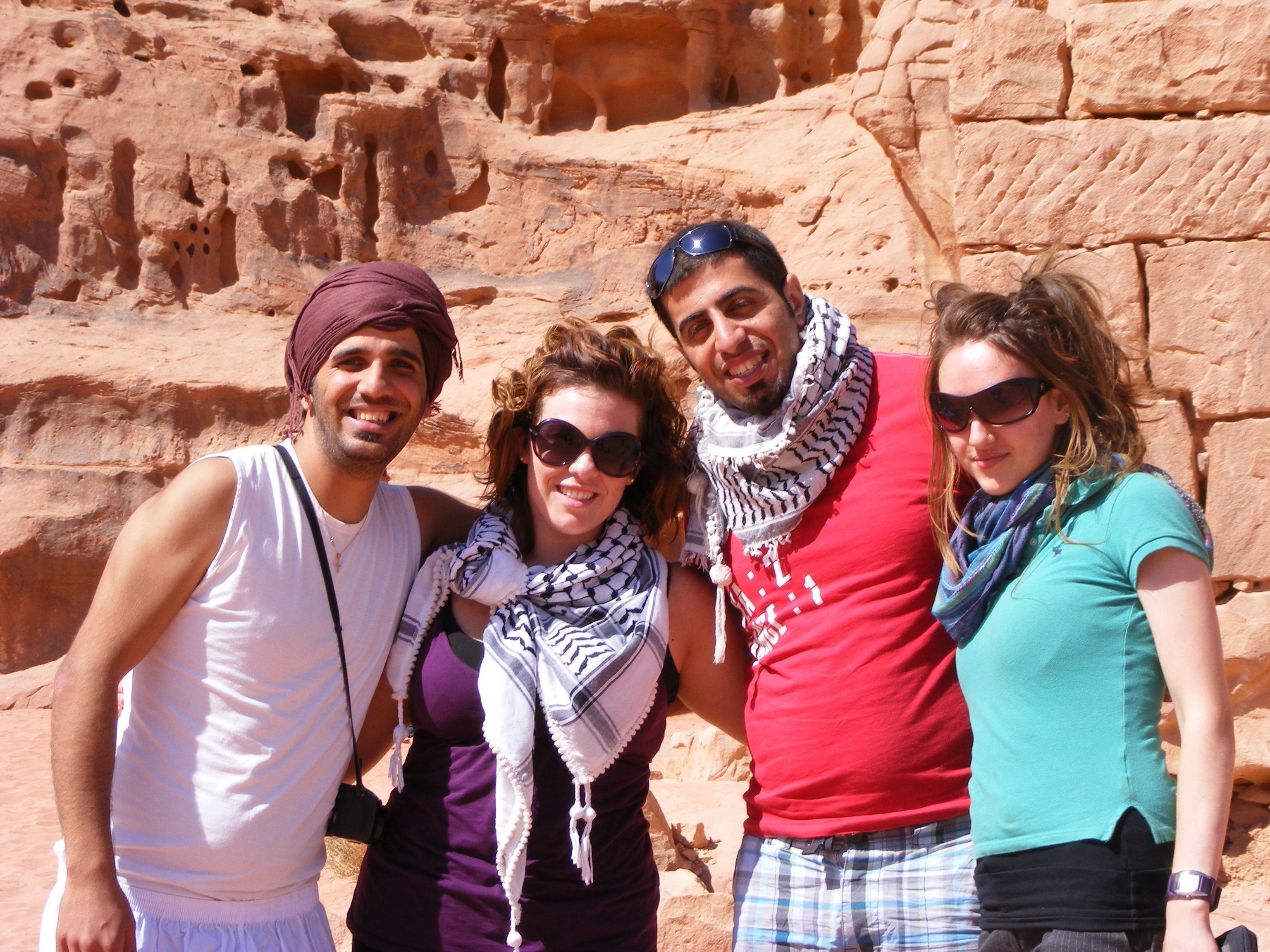
Musalaha – Versöhnung

Musalaha organisiert jährlich für ungefähr 50 israelische und palästinensische Jugendliche ein Youth Desert Encounter (Jugendwüstencamp), wo sie in Versöhnungsthemen ausgebildet werden und die Möglichkeit haben, Freundschaften untereinander zu entwickeln. Es beinhaltet auch andere Aktivitäten wie Wandern und Kamelreiten. Das Camp findet in den Wüsten Arabah oder Negev im Süden Israels statt.

### Junge Erwachsene
Eine weitere jährliche Musalaha-Veranstaltung ist das Young Adult Desert Encounter, das in der Wüste Wadi Rum in Jordanien stattfindet. Obwohl es dem Jugendcamp ähnlich ist, bewegen sich die  Diskussionen auf einem höheren und  tiefer gehenden Niveau, da die meisten Teilnehmer Studenten sind und viele der Israelis schon ihre verpflichtende Militärzeit hinter sich haben. Musalaha sieht die jungen Erwachsenen als wichtige zu erreichende Zielgruppe, weil sie die Leiter der Zukunft sind. Auch der Schwerpunkt für dieses Camp bleibt Versöhnung und Freundschaftsbildung.

### Frauen
Musalaha hat ein Netzwerk von Frauengruppen entwickelt, das israelische und palästinensische Frauen für Freundschaftsbildung, Austausch und Versöhnungslehre zusammenbringt. Veranstaltet werden einige jährliche Konferenzen und Seminare, die auf intensives Versöhnungstraining ausgerichtet sind. Diese Frauen werden auch ermutigt, sowohl eigene Versöhnungsveranstaltungen als auch humanitäre Projekte in Angriff zu nehmen. Der Schwerpunkt auf Frauenarbeit kommt daher, dass sie als Advokaten für Veränderung in ihren Nachbarschaften wirken und erheblichen Einfluss als Mütter und arbeitende Mitglieder in der israelischen und palästinensischen Gesellschaft haben.

### Leiterschaftstraining in Gemeinden
Die Leiter jeder Gemeinde haben großen Einfluss auf andere. Musalaha versucht aktiv, Kontakt mit diesen Leitern aus israelischen und palästinensischen Gemeinden herzustellen, um sie in dem Thema Versöhnung auszubilden, damit sie effektiv die Perspektive der sie umgebenden Menschen in einer positiven Art und Weise verändern. Zahlreiche Konferenzen und Seminare werden jährlich für Leiter in Gemeinden und ihre Familien organisiert.

## Veröffentlichungen
Auf der Musalaha Homepage sind viele  Artikel und Projektberichte sowie  deutsche Newsletter erhältlich. Außerdem veröffentlichte Musalaha fünf Bücher
- You have heard it said – Events of Reconciliation, von Jonathon McRay (Resource Publications, 2011)

Dieses Buch ist eine Sammlung von Geschichten von Teilnehmern an Musalaha Aktivitäten. Es erzählt über das Leben von israelischen und palästinensischen Menschen im Konflikt.
- In the Footsteps of our Father Abraham, bearbeitet von Salim J. Munayer (Art Plus, 1993)

Dieses Buch ist eine Sammlung von Artikeln von messianisch jüdischen und palästinensisch christlichen Leitern über das Thema Versöhnung – von biblischen Grundlagen zur praktischen Anwendung. Es beinhaltet auch Widerspiegelungen und Beobachtungen von Teilnehmern verschiedener Musalaha Veranstaltungen.
- Seeking and Pursuing Peace: the Process, the Pain, and the Product, bearbeitet von Salim J. Munayer (Yanetz Ltd., 1998)

Dieses Buch ist eine Sammlung von Artikeln von messianischen jüdischen und palästinensisch christlichen Leitern wie Naim Ateek und  Arnold Fruchtenbaum und anderen. Es behandelt die Themen Frieden und Friedensbildung und beinhaltet auch einige Artikel über Musalaha Veranstaltungen.
- The Bible and the Land: An Encounter, bearbeitet von Lisa Loden, Peter Walker, und Michael Wood (Musalaha, 2000)

Dieses Buch ist eine Sammlung von Artikeln über die Theologie des Heiligen Landes von einigen Mitwirkenden aus verschiedenen Perspektiven.
- Musalaha Worship, عبادة مصالحة, הלל מוסאלחה, (Musalaha, 2004)

Dieses Buch ist eine Zusammenstellung von Lobpreisliedern in Hebräisch und Arabisch – gesammelt und veröffentlicht von Musalaha.